# النا واردانیان
النا واردانیان (ارمنی: Ելենա Վարդանյան؛  ۱۸ نوامبر ۱۹۸۴) یک بازیگر اهل ارمنستان است.  وی از سال ۲۰۰۸ میلادی تاکنون مشغول فعالیت بوده‌است.

## زندگی‌نامه
وی در ۱۸ نوامبر ۱۹۸۴ ‏در ایروان زاده شد و از Stanislavski Russian Theatre of Yerevan فارغ‌التحصیل شد. وی همچنین برندهٔ جوایزی همچون  شده‌است.